# Etschtalgruppe
Etschtalgruppe (izvirno nemško Etschtalgruppe) je bila pehotna vojaška enota v moči divizije avstro-ogrske kopenske vojske, ki je bila aktivna med prvo svetovno vojno.

## Poveljstvo
Poveljniki 
- Richard Müller: februar 1915 - marec 1917
- Heinrich Wieden von Alpenbach: marec - maj 1917
- Joseph von Kroupa: maj - oktober 1917